# Кривский (Дубовский район)
Кривский — хутор в Дубовском районе Ростовской области.
Входит в состав Малолученского сельского поселения.

## География

### Улицы
| - пер. Западный - пер. Летний - пер. Морской - пер. Снежный | - ул. Гвардейская - ул. Грозная - ул. Майская |

## История
Хутор был основан как Кривской до 1812 года. В 1837 году — хутор Кривенской, с 1868 года — в составе станицы Нижне-Курмоярской. В 1923 году — центр Кривского сельсовета, с 1939 года входил в Малолученский сельсовет.
Находясь в составе Области Войска Донского, в хуторе существовала Николаевская церковь.
На хуторе есть солдатское захоронение времен Великой Отечественной войны, датируемое мартом 1943 года.

## Население
| 1926 | 2002 |
| ---- | ---- |
| 666  | 95   |

| 1989 | 2002 | 2010 |
| ---- | ---- | ---- |
| 85   | ↗97  | ↘86  |